# Heinz Amelung
Heinz Amelung (Hildesheim, 1880. június 6. – Berlin, 1940. szeptember 22.) német irodalomtörténész, lapszerkesztő

## Élete
A hildesheimi gimnáziumba járt, ezután többek közt a Humboldt Egyetemen és a Göttingeni Egyetemen tanult. Ezután a Wochenschau főszerkesztője lett. Később a Gartenlaube (1938-tól: Die neue Gartenlaube) főszerkesztője lett. Lapszerkesztői tevékenysége mellett az August Scherl könyvkiadó regényekkel foglalkozó részlegének vezetője is volt. Tagja volt a  Reichsverbandes der Deutschen Presse-nek (Német Birodalmi Sajtószövetség) és a PEN Clubnak. Agyvérzésben hunyt el.
1914-ben kötött házasságot a protestáns lelkészcsaládból származó Wanda Icus-Rothe írónővel, mostohalánya Else Bloem volt.

## Munkái
- Briefwechsel zwischen Clemens Brentano und Sophie Mereau. Nach den in der Königlichen Bibliothek zu Berlin befindlichen Handschriften, Berlin, 1908
- Husarenstreiche. Heldentaten aus dem Völkerringen 1914, München, 1915
- Deutsche Heldensagen, Braunschweig, 1916
- (Hrsg.): Bismarck-Worte, Berlin, 1918
- Altdänische Heldenlieder, 1919
- Deutsche Reden aus fünf Jahrhunderten, Berlin, 1924
- Adalbert Stifter, Ausgewählte Werk, Band 1, Leipzig, Schlüter & Co., 1927 (szerk.)
- Adalbert Stifter, Ausgewählte Werk, Band 2, Leipzig, Schlüter & Co., 1927 (szerk.)
- Adalbert Stifter, Ausgewählte Werk, Band 3, Leipzig, Schlüter & Co., 1927 (szerk.)
- Goethe als Persönlichkeit. Berichte u. Briefe von Zeitgenossen, Band 1 1749–1797, Berlin, 1925
- Goethe als Persönlichkeit. Berichte u. Briefe von Zeitgenossen, Band 2 1797–1823, Berlin, 1925
- Goethe als Persönlichkeit. Berichte u. Briefe von Zeitgenossen, Band 3 1823–1832, Berlin, 1925
- Briefwechsel zwischen Clemens Brentano und Sophie Mereau nach dem Handschriften, Leipzig, 1939

## Fordítás
- Ez a szócikk részben vagy egészben  a   Heinz Amelung című német Wikipédia-szócikk ezen változatának fordításán alapul.  Az eredeti cikk szerkesztőit annak laptörténete sorolja fel. Ez a jelzés csupán a megfogalmazás eredetét és a szerzői jogokat jelzi, nem szolgál a cikkben szereplő információk forrásmegjelöléseként.